# Upravljanje odnosima sa klijentima
Upravljanje odnosima sa klijentima (engl. client/customer relationship management - CRM) je usklađivanje poslovnih strategija, organizacione strukture i kulture preduzeća, informacija o klijentima i informacione tehnologije sa ciljem da se u svim kontaktima sa klijentima zadovolje njihove potrebe i ostvare poslovna korist i dobit. CRM se može shvatiti kao skup alata za upravljanje poslovanjem i odnosima sa klijentima, koji omogućava potpunu povezanost klijenata sa svim procesima koji se vode – od praćenja narudžbina, ponuda, ugovora, do praćenja radnih zadataka. Takođe predstavlja i integrisanu marketinšku, uslužnu i prodajnu strategiju koja nalaže zajednički rad svih odeljenja preduzeća. Ta poslovna strategija se temelji na filozofiji „kupac je kralj“ , tj. fokus je na klijentu. Upravljanje odnosima sa klijentima se ogleda kroz ljude, procese i informacione tehnologije. Sredstvo koje služi za ostvarenje ciljeva te strategije je CRM tehnologija. CRM ne predstavlja samo alatku ili rešenje, već je i poseban model razmišljanja.

## Razvoj
Nekada je u mnogim delatnostima postojala velika segmentacija tržišta, mali trgovci i prodavci mogli su individualno da razvijaju odnos sa mušterijama. Takav pristup je prestao da se koristi sa razvojem masovne proizvodnje, masovne maloprodaje i trgovine u dvadesetom veku. Upravljanje odnosima sa klijentima počelo je značajnije da se razvija tokom početka 1990ih. Pojavilo se mnoštvo naučnih radova u vezi sa CRM-om i sam pojam je postao dosta zastupljen u naučnim bazama podataka. Od tada popularnost izučavanja CRM-a ne jenjava. Početni radovi i rasprave bile su usmerene na konceptualne osnove upravljanja odnosima sa klijentima, da bi se kasniji radovi fokusirali na istraživanje komponenata i analiziranje pozicija klijenata unutar istih, naročito u smislu lojalnosti i zadovoljstva klijenata. Filozofija CRM-a je razvojem informacionih tehnologija u proteklih dvadesetak godina doživela još promena u odnosu na početnu „kupac je kralj“ filozofiju. Danas se kaže da je klijent savremeni diktator kome firma stalno prilagođava svoje poslovanje zbog sve veće dostupnosti informacija, sve jače konkurencije na tržištu kao i rastuće pregovaračke moći klijenata u prodajnom procesu. Vrši se prilagođavanje proizvoda i usluga klijentima da bi se postigli bolji rezultati poslovanja..
CRM kao podršku koordinaciji koriste i mnoge velike društvene mreže kao što su Twitter, LinkedIn, Facebook i Google Plus, kako bi lakše pratili i komunicirali sa svojim korisnicima.

## Delovi
Osnovna funkcionalnost svakog operativnog CRM sistema je upravljanje kontaktima sa klijentima (contact management). Ova funkcionalnost omogućava da se svaka interakcija sa klijentom evidentira tako da se efikasnost komunikacije i saradnja sa klijentom povećava, a unutar preduzeća je obezbeđena mogućnost praćenja događaja za klijentima pojedinačno. Praćenje standardnih i pojedincu prilagođenih informacija poput: adrese, telefona, kontakta, uloge u preduzeću, prioritetnog načina komuniciranja; spadaju u osnovne funkcionalnosti programskog rešenja CRM.
CRM čine tri glavna dela: strategija, marketing i informacione tehnologije. Menadžment (u smislu planiranja, organizovanja, kontrolisanja i vođenja) omogućava međusobnu interakciju pomenutih delova kako bi se postigao krajnji cilj: zadovoljan klijent uz što niže troškove. Visoki prihodi i dobit su omogućeni jedino zadovoljstvom klijentovih potreba.
Tehnološko rešenje upravljanja odnosima sa klijentima se sastoji iz tri glavna dela: operativnog, analitičkog i kolaborativnog.

### Operativni CRM
Operativni CRM osigurava automatizaciju horizontalnih procesa: marketinga, prodaje i usluge. Operativni CRM omogućava razmenu podataka o klijentu između različitih odeljenja u preduzeću. Operativni CRM je zadužen za svakodnevnu komunikaciju sa klijentima. Prikuplja, skladišti, izvlači, obrađuje, interpretira i izveštava o podacima u vezi sa klijentima. Obuhvata informacioni sistem prodaje, marketinški informacioni sistem i podršku klijentima.

### Analitički CRM
Analitički CRM nije u direktnom kontaktu s klijentima. Ovaj deo CRM-a obrađuje celi spektar podataka prikupljenih iz operativnog i kolaborativnog CRM-a i na osnovu rezultata generiše odluke i strategije. Analitički CRM bazira se na data warehousing-u, tj. sistemu skladištenja podataka. Obrada podataka rezultuje donošenjem obrazaca ponašanja o klijentu na osnovu kojih se personalizuje ponuda za svakog klijenta. U obradi tih podataka koriste se mnoge analitičke metode koje stvaraju čistu i opsežnu sliku o klijentu i njegovim potrebama. Ti podaci pomažu u planiranju marketinških aktivnosti. Izvori podataka za analitički CRM su kolaborativni CRM, operativni CRM, ERP, SCM i tako dalje.

### Kolaborativni CRM
Kolaborativni deo upravljanja odnosima sa klijentima omogućava interakciju između preduzeća i klijenata, partnera i dobavljača. Klijent sa svoje strane vidi samo kolaborativni CRM, deo usmeren njemu. To predstavlja kontakte, e-mail, web, aplikacije itd. Kolaborativni CRM obuhvata sve ono što se tiče kontakta sa klijentom i samim tim spaja delove i procese koji preduzeću olakšavaju kontakt, to jest kolaboraciju sa klijentom. Kolaborativni CRM obuhvata brojne kanale kontakata sa klijentom. Podaci o klijentima se prikupljaju putem pozivnog centra, e-maila, weba, konferencija i direktnom interakcijom sa klijentom. Glavni cilj kolaborativnog CRM-a je podizanje nivoa kvaliteta komunikacije sa klijentom.
U novije vreme razvio se i geografski CRM.

## Komponente
Osnovna funkcionalnost svakog operativnog sistema CRM je upravljanje kontaktima sa klijentima (енгл. Contact management). Ova funkcionalnost omogućava da se svaka interakcija sa klijentom evidentira tako da se efikasnost komunikacije i saradnja povećava, a unutar preduzeća se obezbeđuje mogućnost praćenja događaja vezanih za svakog klijenta pojedinačno. CRM ima nekoliko funkcionalnih komponenti: automatizaciju prodaje, automatizacija marketinga, automatizacija servisiranja klijenta.

### Automatizacija prodaje
Prodajne aktivnosti ima smisla podržati na način kojim se korisniku obezbeđuje jednostavan pristup do informacija kako bi bio efikasniji u radu. U taj segment spadaju sledeći skupovi funkcionalnosti:
- Vođenje prodaje

Vođenje prodaje – upravljanje potencijalnim klijentima, prepoznavanje povoljnog trenutka za prodaju, briga o klijentu, upravljanje kontaktima sa klijentima.
- Analitika i prognoze

Funkcionalnost u smislu analitike i prognoze podrazumeva analitiku prodaje, prognoziranje i planiranje prodaje, planiranje unakrsne prodaje i nadogradnje prodaje.
- Informacije o proizvodima i uslugama

Ovaj skup funkcionalnosti se odnosi katalog proizvoda i usluga, opis proizvoda, upravljanje proizvodima klijenta, upravljanje ponudama i narudžbinama, osnovne funkcije sistema dokumentovanja.

### Automatizacija marketinga
Dinamika posla u marketingu zahteva brz odziv i dobro savladavanje velike količine podataka. Dobrom informatičkom podrškom može se znatno pojednostaviti rad i povećati efikasnost. U tu svrhu se koristi automatizacija marketinga (енгл. MEA – Marketing Automation). U taj modul spadaju:
- Upravljanje kampanjama

Upravljanje kampanjama predstavlja višekanalni koncept sa više nivoa kao što su automatizovani odgovori za marketing putem e-pošte, organizacija događaja, kalendar marketinga, pregled aktivnosti.
- Analitička podrška

Analitička podrška je jednostavno formiranje ciljnih grupa, izveštaja i analiza kao i veza sa analitičkim CRM-om za segmentaciju, prognozu trendova i analize profitabilnosti.
- Upravljanje proizvodima

Pod upravljanjem proizvodima se podrazumeva upravljanje životnim ciklusom proizvoda, opisom proizvoda, planiranjem novih proizvoda i slično.

### Automatizacija servisiranja klijenta
Dnevno komuniciranje sa klijentima se može automatizovati i poboljšati personalizovanim pristupom i tako korisnicima omogućiti brz i jednostavan pristup informacijama putem unapred određenih postupaka servisiranja klijenata. Programskim rešenjima CRM omogućena je podrška procesu savetovanja i podrške klijentima (енгл. CSA – Customer Services Automation) , proizvodima i telemarketinškim akcijama, procesima rešavanja reklamacija, prijema narudžbina, uspostavljanja centra za pozive i drugim.

## Prednosti
Realizacijom CRM rešenja dolazi do usklađenja poslovnih strategija, organizacione strukture i kulture kompanije, informacija o korisnicima i informacione tehnologije sa ciljem da se u svim kontaktima sa klijentima zadovolje njihove potrebe i ostvare pozitivni finansijski rezultati. CRM stvara poslovne prakse i procese koji povećavaju uspeh poslovanja, identifikuje parametre vrednosti i nudi alate kojima se razvija poslovna kultura usmerena pružanju maksimalne vrednosti klijentima uz minimalne troškove kompanije. Bez CRM sistema ne bi bio moguć potpun pristup klijentu, prepoznavanje klijentovih potreba i zadovoljavanje istih.
Osnovu svakog rešenja koje CRM pruži preduzeću jeste jedinstven pogled na klijenta. To znači da su svi podaci o klijentu na jednom mestu a njihovo sakupljanje i nadograđivanje se vrši na jedinstven, organizovan način.

## Strategija
Za uspešno uvođenje sistema CRM potrebna je vizija koja će obuhvatiti celokupno poslovanje preduzeća i koja mora početi na najvišem organizacionom nivou. Strategija upravljanja odnosima sa klijentima uzima u obzir finansijske ciljeve i poslovnu strategiju preduzeća i nadograđuje marketinšku strategiju. Ona određuje kako preduzeće izgrađuje profitabilne odnose sa klijentima i steći njihovo poverenje. Ciljevi strategije moraju biti merljivi i standardizovani po merilima CRM-a, pri tome je naglasak na zadovoljavanju potreba klijenata, čime se dobijaju zadovoljni i verni klijenti.
Uvođenje tehnologije CRM u kompanije ih još ne čini usmerenim ka klijentima. Za tako nešto, sem tehnologije, potrebna je i promena kulture i organizacione strukture preduzeća.

## CRM softveri
Osnova upravljanja odnosima sa klijentima zasnovana je na upotrebi softvera kao alatke koja omogućava usklađivanje poslovnih koncepata. Pomoću ovakvih softvera koji su najčešće bazirani na internet tehnologijama, omogućeno je olakšano praćenje klijenata i njihovih želja, u vidu sakupljanja i obrade ključnih podataka kako bi se proizvod ili usluga približili njihovim potrebama.
Lista vodećih CRM softvera sa adresama zvaničnih sajtova:
- -{Maximizer
- Microsoft Dynamics
- Oracle
- Sage
- Salesforce
- SugarCRM
- Vtiger
- Zaho

Poređenje karakteristika vodećih CRM softvera u 2013oj godini:
| Karakteristika                      | -{Maximizer | Microsoft Dynamics | Oracle | Sage | Salesforce | SugarCRM | Vtiger | Zoho}- |
| ----------------------------------- | ----------- | ------------------ | ------ | ---- | ---------- | -------- | ------ | ------ |
| Aplikacioni programski interfejs    |             | ✔                  |        | ✔    | ✔          |          |        |        |
| Kompjutersko-telefonska integracija |             |                    | ✔      | ✔    | ✔          | ✔        | ✔      |        |
| Baza znanja                         | ✔           | ✔                  | ✔      | ✔    | ✔          | ✔        | ✔      |        |
| Poslovna rešenja                    | ✔           | ✔                  | ✔      | ✔    | ✔          | ✔        |        | ✔      |
| Vizuelni prikaz                     |             | ✔                  |        | ✔    | ✔          |          |        |        |
| Unos podataka                       | ✔           | ✔                  | ✔      | ✔    | ✔          | ✔        | ✔      | ✔      |
| Monitoring                          |             | ✔                  | ✔      | ✔    | ✔          |          | ✔      | ✔      |
| Integracija sa -om                  |             |                    |        |      | ✔          | ✔        |        | ✔      |
| Integracija sa aplikacijama         |             |                    |        | ✔    | ✔          | ✔        |        | ✔      |
| Integracija sa -om                  | ✔           |                    |        | ✔    | ✔          | ✔        |        | ✔      |
| Integracija sa -om                  |             |                    |        |      | ✔          | ✔        | ✔      | ✔      |
|                                     | ✔           | ✔                  | ✔      |      | ✔          | ✔        |        | ✔      |
|                                     | ✔           | ✔                  | ✔      | ✔    | ✔          | ✔        | ✔      | ✔      |
| podrška                             | ✔           |                    | ✔      | ✔    | ✔          | ✔        | ✔      | ✔      |
| Blog                                |             | ✔                  | ✔      | ✔    | ✔          |          |        | ✔      |
| Forum                               | ✔           | ✔                  | ✔      | ✔    | ✔          | ✔        | ✔      | ✔      |
| Video                               | ✔           | ✔                  | ✔      | ✔    | ✔          | ✔        | ✔      | ✔      |

Sa svojih 14% posto udela na tržištu i kapitalom od $2.5B Salesforce možemo smatrati vodećim softverom u ovoj oblasti. Oracle poseduje 11.1% tržišta, a Microsoft Dynamics 6.3%.

## Uvođenje CRM-a
Jedan od načina uvođenja softvera za upravljanje odnosima sa klijentima je vođen sledećim rasporedom:
- Savetovanje

Prvi korak uvođenja sistema CRM-a predstavlja kompletno savetovanje pri uspostavljanju samog CRM sistema, od vizije do svakodnevne upotrebe. Uključuje i pripremu i vođenje radionica za motivisanje rukovodstva, radionica usmerenih ka definisanju strategije kao i radionica za motivisanje zaposlenih.
- Analiza

Ovaj korak predstavlja analizu stanja, podataka i procesa uz izradu predloga za postizanje postavljenih ciljeva.
- Uvođenje operativnog CRM-a

Pri uvođenju operativnog CRM-a obavlja se uspostavljanje programskog rešenja za njegovu podršku u skladu sa željama i potrebama poslovnih procesa klijenata. Podrazumeva prilagođavanje rešenja načinu rada u preduzeću sa ciljem da se uspostavi okruženje prijatno za korišćenje od strane klijenta.
- Uvođenje analitičkog CRM-a

U ovom koraku vrši se uspostavljanje skladišta podataka za potrebe poslovnog obaveštavanja. Analitički CRM omogućava analizu podataka o klijentima, segmentaciju podataka i prognozu trendova ponašanja klijenata, pa je poželjno da se redovne standardne analize i izveštaji naručioca automatizuju, a poželjni su i "ad hoc" izveštaji i analize.
- Integracija

U integraciji je potrebno da stručnjaci omoguće integraciju sa raznim informacionim sistemima i izvorima podataka, kao i migraciju i sinhronizaciju podataka. Sistemi međusobno moraju biti povezani na način kojim se jednim unošenjem obezbeđuje da podaci budu na raspolaganju u svim sistemima, što smanjuje mogućnost pojave greške i štedi vreme.
- Obuka

Neophodna je obuka korisnika za efikasan rad sa alatima za upravljanje odnosima sa klijentima.
- Održavanje i podrška korisnicima

Jedan od bitnijih koraka pri pravilnom uvođenju CRM sistema u poslovanje jeste i podrška klijentima kao i održavanje sistema za upravljanje odnosima sa korisnicima.

## Literatura
- Mueller Josip, Srića Velimir - Upravljanje odnosom s klijentima : primjenom CRM poslovne strategije do povećanja konkurentnosti .  978-953-95056-0-6.

## Spoljašnje veze
1. Video o problemima implementacije CRM-a
2. Lista popularnih CRM softvera sa aktuelnim adresama sajtova
3. CRM magazin
4. Управљање ризиком и односи са клијентом